# МТВ филмска награда за највеће глумачко откриће
МТВ филмска награда за највеће глумачко откриће (енгл. MTV Movie Award for Best Breakthrough Performance) једна је до МТВ филмских награда коју додељује телевизијска мрежа МТВ.

### 1990-e
| 1992.                                               | 1993.                                                   |
| --------------------------------------------------- | ------------------------------------------------------- |
| Едвард Ферлонг (Терминатор 2: Судњи дан)            | Мариса Томеј (Мој рођак Вини)                           |
| Ана Кламски (Моја девојка)                          | Хали Бери (Бумберанг)                                   |
| Ајс Ти (Њу Џек Сити)                                | Витни Хјустон (Телохранитељ)                            |
| Кембел Скот (Умрети млад)                           | Кети Наџими (Сестре у акцији)                           |
| Кимберли Вилијамс (Отац невесте)                    | Роузи О’Донел (Њихова лига)                             |
| 1994.                                               | 1995.                                                   |
| Алиша Силверстон (Симпатија)                        | Кирстен Данст (Интервју са вампиром)                    |
| Рејф Фајнс (Шиндлерова листа)                       | Тим Ален (Деда Мраз)                                    |
| Џејсон Скот Ли (Змај: Прича о Брусу Лију)           | Камерон Дијаз (Маска)                                   |
| Рос Малинџер (Бесани у Сијетлу)                     | Хју Грант (Четири венчања и сахрана)                    |
| Џејсон Џејмс Рихтер (Слобода за Вилија)             | Мајкелти Вилијамсон (Форест Гамп)                       |
| 1996.                                               | 1997.                                                   |
| Џорџ Клуни (Од сумрака до свитања)                  | Метју Маконахеј (Време за убијање)                      |
| Шон Патрик Фланери (Паудер)                         | Вивика А. Фокс (Дан независности)                       |
| Наташа Хенстриџ (Врсте)                             | Кортни Лав (Народ против Ларија Флинта)                 |
| Лила Рошон (Чекајући издисај)                       | Јуан Макгрегор (Трејнспотинг)                           |
| Крис Такер (Петак)                                  | Рене Зелвегер (Џери Магвајер)                           |
| 1998.                                               |                                                         |
| Хедер Грејам (Ноћи бугија)                          |                                                         |
| Сара Мишел Гелар (Знам шта сте радили прошлог лета) | Руперт Еверет (Венчање мог најбољег друга)              |
| Џенифер Лопез (Селена)                              | Џои Лорен Адамс (Луд за Ејми)                           |
| 1999.                                               |                                                         |
| Најбоља мушка улога                                 | Најбоља женска улога                                    |
| Џејмс ван дер Бик (Varsity Blues)                   | Кејти Холмс (Недолично понашање)                        |
| Реј Ален (Добио је игру)                            | Кејт Бланчет (Елизабета)                                |
| Џозеф Фајнс (Заљубљени Шекспир)                     | Бренди Норвуд (И даље знам шта сте радили прошлог лета) |
| Џош Хартнет (Ноћ вештица: 20 година касније)        | Рејчел Ли Кук (Она је та)                               |
| Крис Рок (Смртоносно оружје 4)                      | Кетрин Зита-Џоунс (Маска Зороа)                         |

### 2000-e
| 2000.                                                    |                                                    |
| Најбоља женска улога                                     | Најбоља мушка улога                                |
| Џулија Стајлс (10 ствари које мрзим код тебе)            | Хали Џоел Осмент (Шесто чуло)                      |
| Селма Блер (Окрутне намере)                              | Вес Бентли (Америчка лепота)                       |
| Шенон Елизабет (Америчка пита)                           | Џејсон Бигс (Америчка пита)                        |
| Кари-Ен Мос (Матрикс)                                    | Мајкл Кларк Данкан (Зелена миља)                   |
| Хилари Сванк (Дечаци не плачу)                           | Џејми Фокс (Свака божја недеља)                    |
| 2001.                                                    |                                                    |
| Најбоља женска улога                                     | Најбоља мушка улога                                |
| Ерика Кристенсен (Путеви дроге)                          | Шон Патрик Томас (Заплешимо заједно)               |
| Алија (Ромео мора умрети)                                | Џек Блек (Висока верност)                          |
| Ана Фарис (Мрак филм)                                    | Патрик Фјуџит (Корак до славе)                     |
| Пајпер Перабо (Ружни којот)                              | Том Грин (Бруцоши у фрци)                          |
| Џанг Цији (Притајени тигар, скривени змај)               | Хју Џекман (Икс-људи)                              |
|                                                          | Ештон Кучер (Батице, где су ми кола?)              |
| 2002.                                                    |                                                    |
| Најбоља женска улога                                     | Најбоља мушка улога                                |
| Менди Мур (Шетња за памћење)                             | Орландо Блум (Господар прстенова: Дружина прстена) |
| Пенелопе Круз (Бели прах)                                | Ди-Ем-Екс (Излазне ране)                           |
| Ен Хатавеј (Принцезини дневници)                         | Колин Хенкс (Округ Оринџ)                          |
| Шенин Сосамон (Прича о витезу)                           | Данијел Радклиф (Хари Потер и Камен мудрости)      |
| Бритни Спирс (Нисмо више клинке)                         | Пол Вокер (Паклене улице)                          |
| 2003.                                                    |                                                    |
| Најбоља женска улога                                     | Најбоља мушка улога                                |
| Џенифер Гарнер (Дердевил)                                | Еминем (8 миља)                                    |
| Кејт Бозворт (Заљубљене у таласе)                        | Ник Канон (Бубњеви победе)                         |
| Ив (Берберница)                                          | Киран Калкин (Игбијев пад)                         |
| Меги Џиленхол (Секретарица)                              | Дерек Лук (Антоан Фишер)                           |
| Бијонсе Ноулс (Остин Пауерс 3)                           | Рајан Ренолдс (Ван Вајлдер)                        |
| Нија Вардалос (Моја велика мрсна православна свадба)     |                                                    |
| 2004.                                                    |                                                    |
| Најбоља женска улога                                     | Најбоља мушка улога                                |
| Линдси Лоан (Шашави петак)                               | Шон Ашмор (Икс-људи 2)                             |
| Џесика Бил (Тексашки масакр моторном тестером)           | Шаја Лабаф (Закопане тајне)                        |
| Скарлет Џохансон (Изгубљени у преводу)                   | Лудакрис (Паклене улице 2)                         |
| Кира Најтли (Пирати са Кариба: Проклетство Црног бисера) | Омарион (Улични плес)                              |
| Еван Рејчел Вуд (Тринаест)                               | Килијан Мерфи (28 дана касније)                    |
| 2005.                                                    |                                                    |
| Најбоља женска улога                                     | Најбоља мушка улога                                |
| Рејчел Макадамс (Опасне девојке)                         | Џон Хедер (Наполеон Динамит)                       |
| Ашанти (Тренер Картер)                                   | Зак Браф (Нешто заједничко)                        |
| Елиша Катберт (Девојка из суседства)                     | Фреди Хајмор (У потрази за Недођијом)              |
| Брајс Далас Хауард (Село)                                | Тим Макгро (Светла петком увече)                   |
| Еми Росум (Дан после сутра)                              | Тајлер Пери (Дневник луде црнкиње)                 |
| 2006.                                                    | 2007.                                              |
| Ајла Фишер (Ловци на деверуше)                           | Џејден Смит (У потрази за срећом)                  |
| Андре 3000 (Четири брата)                                | Емили Блант (Ђаво носи Праду)                      |
| Џенифер Карпентер (Егзорцизам Емили Роуз)                | Абигејл Бреслин (Мала мис Саншајн)                 |
| Тараџи П. Хенсон (Хип хоп макро)                         | Лина Хиди (300 — Битка код Термопила)              |
| Романи Малко (4 банке, а невин)                          | Коламбус Шорт (Играј колико те ноге носе)          |
| Нели (Затворски круг)                                    | Џастин Тимберлејк (Алфа мужјак)                    |
| 2008.                                                    |                                                    |
| Зак Ефрон (Лак за косу)                                  | Ники Блонски (Лак за косу)                         |
| Крис Браун (Овог Божића)                                 | Мајкл Сера (Кул момци)                             |
| Меган Фокс (Трансформерси)                               | Џона Хил (Кул момци)                               |
| Кристофер Минц-Плас (Кул момци)                          | Сет Роген (Заломило се)                            |
| 2009.                                                    |                                                    |
| Најбоља женска улога                                     | Најбоља мушка улога                                |
| Ешли Тисдејл (Средњошколски мјузикл 3)                   | Роберт Патинсон (Сумрак)                           |
| Мајли Сајрус (Хана Монтана: Филм)                        | Бен Барнс (Летписи Нарније - Принц Каспијан)       |
| Кет Денингс (Ник и Нора: Веза за једну ноћ)              | Тејлор Лаутнер (Сумрак)                            |
| Ванеса Хаџенс (Средњошколски мјузикл 3)                  | Дев Пател (Милионер са улице)                      |
| Фрида Пинто (Милионер са улице)                          | Боби Џеј Томпсон (Узори)                           |
| Аманда Сајфрид (Мама мија!)                              |                                                    |

### 2010-e
| 2010.                                       | 2011.                                        |
| ------------------------------------------- | -------------------------------------------- |
| Ана Кендрик (У ваздуху)                     | Клои Грејс Морец (Фајтер)                    |
| Квинтон Арон (Мртав угао)                   | Џеј Чоу (Зелени стршљен)                     |
| Зак Галифанакис (Мамурлук у Вегасу)         | Ендру Гарфилд (Друштвена мрежа)              |
| Логан Лерман (Перси Џексон: Крадљивац муње) | Завијер Самјуел (Сумрак сага: Помрачење)     |
| Крис Пајн (Звездане стазе)                  | Хејли Стајнфелд (Човек звани храброст)       |
| Габореј Сидибе (Драгоцена)                  | Оливија Вајлд (Трон: Легат)                  |
| 2012.                                       | 2013.                                        |
| Шејлин Вудли (Потомци)                      | Ребел Вилсон (Савршени корак)                |
| Ел Фенинг (Супер 8)                         | Езра Милер (Чарлијев свет)                   |
| Мелиса Макарти (Деверуше)                   | Еди Редмејн (Јадници)                        |
| Руни Мара (Мушкарци који мрзе жене)         | Сураџ Шарма (Пијев живот)                    |
| Лијам Хемсворт (Игре глади)                 | Квавенжане Волис (Звери јужних дивљина)      |
| 2014.                                       | 2015.                                        |
| Вил Полтер (Ми смо Милерови)                | Дилан О’Брајан (Лавиринт - Немогуће бекство) |
| Лијам Џоунс (Лето за сећање)                | Енсел Елгорт (Криве су звезде)               |
| Марго Роби (Вук са Вол Стрита)              | Дејвид Ојелоуо (Селма)                       |
| Мајкл Б. Џордан (Станица Фрутвејл)          | Розамунд Пајк (Ишчезла)                      |
| Мајлс Телер (Спектакуларна садашњица)       | Елар Колтрејн (Одрастање)                    |
| 2016.                                       | 2017.                                        |
| Дејзи Ридли (Звездани ратови: Буђење силе)  | Данијел Калуја (Бежи)                        |
| О’Шеј Џексон Млађи (Право из Комптона)      | Риз Ахмед (Одметник 1)                       |
| Дакота Џонсон (Педесет нијанси — сива)      | Криси Мец (Ово смо ми)                       |
| Бри Ларсон (Соба)                           | Иса Реј (Несигурна)                          |
| Џон Бојега (Звездани ратови: Буђење силе)   | Јара Шахиди (Црнкасто)                       |
| Ејми Шумер (Хаос у најави)                  |                                              |

| Година             | Глумац                  | Филм или серија | Улога | Извор |
| ------------------ | ----------------------- | --------------- | ----- | ----- |
| 2018.              |                         |                 |       |       |
| Тифани Хадиш       | Девојке на путовању     | Дина            | [ 1 ] |       |
| Ијан Армитиџ       | Млади Шелдон            | Шелдон Купер    | [ 1 ] |       |
| Ијан Армитиџ       | Невине лажи             | Зиги Чепман     | [ 1 ] |       |
| Тимоти Шаламе      | Скривена љубав          | Елио Перлман    | [ 1 ] |       |
| Кетрин Лангфорд    | 13 разлога              | Хана Бејкер     | [ 1 ] |       |
| Кетрин Лангфорд    | С љубављу, Сајмон       | Лија Берк       | [ 1 ] |       |
| Ник Робинсон       | С љубављу, Сајмон       | Сајмон Спир     | [ 1 ] |       |
| Летиша Рајт        | Црни Пантер             | Шури            | [ 1 ] |       |
| 2019.              |                         |                 |       |       |
| Ноа Сентинео       | Момцима које сам волела | Питер Кавински  | [ 2 ] |       |
| Аквафина           | Луди богати Азијати     | Го Пејк Лин     | [ 2 ] |       |
| Шути Гатва         | Сексуално образовање    | Ерик Ефионг     | [ 2 ] |       |
| Хејли Лу Ричардсон | Five Feet Apart         | Стела           | [ 2 ] |       |
| Емџеј Родригез     | Поза                    | Бланка Родригез | [ 2 ] |       |

### 2020-e
| Година            | Глумац                  | Филм или серија               | Улога | Извор |
| ----------------- | ----------------------- | ----------------------------- | ----- | ----- |
| 2021.             |                         |                               |       |       |
| Реге-Жан Пејџ     | Бриџертон               | Сајмон, војвода од Хејстингса | [ 3 ] |       |
| Марија Бакалова   | Борат: Накнадни филм    | Тутар Сагдијев                | [ 3 ] |       |
| Антонија Џентри   | Џини и Џорџија          | Џини Милер                    | [ 3 ] |       |
| Пол Мескал        | Нормални људи           | Конел Волдрен                 | [ 3 ] |       |
| Ешли Парк         | Емили у Паризу          | Минди Чен                     | [ 3 ] |       |
| 2022.             |                         |                               | [ 3 ] |       |
| Софија ди Мартино | Локи                    | Силви                         |       |       |
| Аријана Дебоз     | Прича са западне стране | Анита                         |       |       |
| Хана Ајнбиндер    | Комичари                | Ава Данијелс                  |       |       |
| Алана Хаим        | Пица од сладића         | Алана Кејн                    |       |       |
| Хојон Јунг        | Игра лигње              | Канг Се-бјок                  |       |       |
| 2023.             |                         |                               |       |       |
| Џозеф Квин        | Чудније ствари          | Еди Мансон                    |       |       |
| Бед Бани          | Брзина метка            | Вук                           |       |       |
| Бела Ремзи        | The Last of Us          | Ели                           |       |       |
| Ема Д’Арси        | Кућа змаја              | Ренира Таргарјен              |       |       |
| Рејчел Сенот      | Тела, тела, тела        | Алис                          |       |       |